# Museo San Fedele
Il Museo San Fedele è un percorso artistico e religioso che si sviluppa nella cinquecentesca chiesa di San Fedele di Milano e negli ambienti circostanti. Promosso dai padri gesuiti, è un esempio di dialogo tra l'arte antica, moderna e contemporanea.

## Storia
Il Museo è stato inaugurato il 31 dicembre 2014 e si sviluppa nella Chiesa di San Fedele e in alcuni spazi attorno ad essa, al termine di restauri durati un decennio. Esso è legato alla storia della Galleria San Fedele la quale ha avuto inizio negli anni Cinquanta nell'omonima Fondazione dei gesuiti.
Padre Arcangelo Favaro, fondatore della Galleria San Fedele, si propose come un interlocutore del dialogo tra arte e fede, tema poi ripreso da papa Paolo VI nel discorso agli artisti del 1964. Negli anni la Galleria San Fedele si è impegnata per far riflettere molti artisti su temi dell'uomo contemporaneo e della spiritualità cristiana. A questo progetto hanno collaborato artisti come Mario Sironi, Carlo Carrà e Lucio Fontana.
Il nuovo percorso, oltre a comprendere la chiesa, si snoda tra alcuni ambienti: la cripta secentesca, il sacello, la sacrestia e la cappella “delle ballerine”. A questi si aggiungono alcuni spazi dedicati a dipinti, antichi reliquiari e oggetti liturgici.
Padre Favaro nel 1956 chiese a Lucio Fontana di realizzare la pala de Il Sacro Cuore che ancora oggi si trova nella chiesa. Negli ultimi anni diversi artisti, tra cui Mimmo Paladino, Jannis Kounellis, David Simpson, Sean Shanahan, Claudio Parmiggiani e Nicola De Maria, hanno realizzato opere per riflettere su temi fondamentali della fede, come l'Apocalisse e la Croce.

## Collezione
Il percorso espositivo è organizzato all'interno della Chiesa, nella cripta e nel sacello, nonché negli spazi adiacenti: cappella "delle ballerine", sacrestia, antisacrestia e quadreria.

### Navata

#### Confessionali
Opera in legno di noce, i nove confessionali furono realizzati dai Fratelli Taurino (Giovanni, Giacomo e Gianpaolo) tra il 1596 e il 1603. Sono prototipi di confessionale borromaico e si trovano in apposite nicchie intorno alla navata, tranne uno nell'antisacrestia. Ognuno è adornato da quattro pannelli scultorei, due in alto che rappresentano episodi dell’Antico e del Nuovo Testamento, e due in basso, posti di fronte all’inginocchiatoio dei penitenti, dedicati a figure della Passione di Cristo. A sottolineare l’importanza del sacramento della confessione, cui si dedicano con impegno i gesuiti in epoca controriformistica, i confessionali raffigurano una sorta di tragitto spirituale. I pannelli si ispirano alle illustrazioni del Liber imaginum, celebre testo cinquecentesco del gesuita Jerónimo Nadal .

#### Il Sacro Cuore di Fontana
Uno dei quattro altari laterali della navata, progettati da Pellegrino Tibaldi, è la Cappella della Guastalla, destinata alla sepoltura di Ludovica Torelli contessa di Guastalla (1500-1569) e fondatrice nel 1557 dell’omonimo Collegio milanese per fanciulle nobili. La pala d’altare, dedicata al Sacro Cuore, in terracotta smaltata e invetriata, è opera di Lucio Fontana (1957). L’opera raffigura l’apparizione di Cristo alla santa e mistica francese Margherita Maria Alacoque, inginocchiata ai suoi piedi. Nella lunetta in alto, l’opera è completata da due angeli che reggono l’ostensorio. Alle pareti laterali, quattro dipinti raffigurano i santi Pietro, Paolo, Marta e Maddalena, opere cinquecentesche di Ambrogio Figino che è l’autore dell’Incoronazione di Maria, la prima pala presente nella cappella e rimossa nel Settecento.

### Presbiterio e abside

#### Altare maggiore
Al centro del presbiterio, sotto la cupola, si trova l’altare maggiore che l'architetto Pietro Pestagalli (1776-1853) realizzò nel 1824, in sostituzione del precedente di legno, e ispirato a quello del Duomo. L’attuale altare è realizzato in marmi pregiati con sopra un tabernacolo dorato, racchiuso entro un tempietto circolare – secondo un gusto neoclassico –, busti in argento dei quattro evangelisti e figure femminili in marmo che rappresentano la fede e la speranza dello scultore Gaetano Matteo Monti. I rilievi rappresentano, a destra, Mosè che mostra al popolo le tavole della legge e, a sinistra, Il Battesimo di Gesù. Sotto l’altare si conservano i corpi di San Fedele e San Carpoforo. La collocazione centrale del tabernacolo si afferma dopo il Concilio di Trento, soprattutto per volontà di Carlo Borromeo, che lo trasferisce dalla sagrestia sull’altare maggiore, per permettere ai fedeli di vivere l’adorazione eucaristica.  Vicino alla balaustra dell’altare maggiore sono collocati due candelabri in bronzo di gusto barocco attribuiti ad Annibale Fontana (1540-1587).

#### Corona di spine
Collocata su un tronetto d’argento nell’altare maggiore, la "Corona di spine" di Claudio Parmiggiani (2014) costituisce una riflessione sul tema del volto, centrale nella fede cristiana e legato al velo della Veronica sul quale, secondo la tradizione, si sarebbe impresso il volto di Gesù. L’autore concentra l’immagine impressa nel velo nello strumento del suo supplizio, corona regale sub contraria specie. L’opera è realizzata in filo spinato: solo l’oro che avvolge la corona lascia presagire la resurrezione.

#### I monocromi di David Simpson
Tra le tre finestre dell’abside e il cinquecentesco coro ligneo si trovano le tre tele monocrome (182x182 cm) di David Simpson, realizzate dall’artista statunitense nel 1995 e dedicate al tema della Gerusalemme celeste. Le tele, con particolare uso di titanio e cristalli, e nei colori oro, rosso e azzurro, rimandano all’iconografia tradizionale della Trinità e hanno una particolare capacità di diffondere la luce. I dipinti, provenienti dalla Collezione di Giuseppe Panza di Biumo, si presentano come straordinari specchi, grandi superfici monocromatiche, tuttavia sempre mutevoli e provvisorie, come rivelazione di una inafferrabile luce divina.

#### Sancta Sanctorum
Il soggetto della Gerusalemme celeste è rappresentato anche da Nicola De Maria nel Sancta Sanctorum, una stanza esagonale collocata sotto l'altare maggiore in cui sono presenti i reliquiari, tra cui una stauroteca. Nicola De Maria nel 2015 è intervenuto dipingendo la cupola con una festa di colori: blu profondo, rosso arancione smagliante, giallo luminoso e verde acceso. Il fregio è dipinto con un azzurro turchese, trapuntato da alcune stelle e dai simboli dell'alfa e dell'omega, riferimento a Cristo e al principio dell'Universo.

### Cripta
Sotto il presbiterio della chiesa si trova la cripta a forma di croce greca con volta a vela sorretta da 18 colonne in granito di Baveno e completata nel 1653. Nelle nicchie sono collocate otto statue, quattro angeli e quattro profeti. La cripta è dedicata alla Passione di Cristo. L'altare in marmo bianco e nero ha al centro un crocifisso e ai lati le statue di Maria e di san Giovanni, figure che formano la scena del Calvario. Ai piedi dell'altare si trova una scultura in legno del Cristo morto, di autore sconosciuto.

#### Monumento funebre di Lorenzo Toscani
L’opera è la parte restante di un cenotafio monumentale realizzato da Agostino Busti detto il Bambaia nel 1545-1547. Si tratta probabilmente dell’ultima opera del grande scultore lombardo. È dedicata a Lorenzo Toscani che fu vescovo di Lodève, in Francia, e proviene dalla scomparsa chiesa di Santa Maria alla Scala. Il gisant in marmo che si ispira a modelli rinascimentali raffigura il defunto prelato in posizione distesa, presenta un elegante gioco di pieghe del camice e un libro aperto sul quale è scritto: In te Domine speravi .

#### Via Crucis
Nella cripta sono collocate le 14 stazioni della Via Crucis concepite e realizzate da Lucio Fontana nel 1957. In origine erano state create per la cappella dell’istituto religioso "le Carline" di Milano. Si tratta di una delle tre 'Via Crucis realizzate dall’artista tra il 1947 e il 1957. I piccoli "medaglioni" hanno una forma ovale e sono in terracotta senza rivestimento di smalto. Hanno brevi interventi di colore "a freddo" e sono caratterizzati da un accentuato rilievo delle figure immediatamente schizzate con la mano e con la stecca nella terra.

#### Sacello
La cappella funebre, voluta da Ranieri Giuseppe d'Asburgo-Lorena, arciduca d’Austria nella prima metà dell’Ottocento, custodisce le tombe di alcuni membri della famiglia Asburgo morti a Milano durante la dominazione austriaca. In questo sacello è collocata l’installazione di Jannis Kounellis, Svelamento. L’opera è costituita da un grande sacco appeso con una corda a una trave. La tela sembra sul punto di strapparsi perché non regge il peso della croce in legno in essa contenuta. Celando la croce alla vista, Kounellis interpreta in modo innovativo il tema dell'Apocalisse (Rivelazione).

#### Reliquie dell'anno
Una piccola stanza laterale custodisce una collezione delle reliquie dei santi dei 365 giorni del calendario cattolico. La collezione risale al XVII-XVIII secolo e testimonia il prestigio della chiesa di San Fedele, dove anticamente veniva esposta alla preghiera la teca con le reliquie del giorno. Accanto a oggetti liturgici appartenenti al tesoro della chiesa, sono conservate alcune statuette in bronzo di San Fedele, realizzate da Lucio Fontana (1956) e Mimmo Paladino (2014).

### Cappella delle Ballerine
La Cappella delle Ballerine è così chiamata perché, fino agli anni Ottanta le danzatrici della Scala venivano prima del debutto a pregare all'altare della Madonna del latte, affresco tardo trecentesco custodito dalla fine dell'Ottocento nella cappella. All'interno è inserita un'installazione di scarpette argentate, intitolata Ex voto, di Mimmo Paladino. Inoltre sono presenti due monocromi e alcuni inserti in marmo di Sean Shanahan, che ha decorato anche il passetto di accesso.

### Sacrestia
La sacrestia barocca fu progettata dall'architetto Francesco M. Richini nella prima metà del Seicento e custodisce le imponenti opere in legno di noce dei Fratelli Taurino attivi per alcuni decenni nella chiesa dei gesuiti milanesi. Alla parete che circonda la porta d'ingresso, un pannello che rappresenta Gesù che parla alle folle costituisce il motivo più prezioso. Sul lato opposto, le statue dei santi Ignazio di Loyola e Francesco Saverio. In alto sul fregio degli armadi, torreggiano otto busti dei primi gesuiti saliti agli onori degli altari.